# مارک ایدن
مارک ایدن (انگلیسی: Mark Eden؛ ‏ ۱۴ فوریهٔ ۱۹۲۸ – ۱ ژانویهٔ ۲۰۲۱) بازیگر اهل بریتانیا بود. وی بین سال‌های ۱۹۵۸ تا ۲۰۱۳ میلادی فعالیت می‌کرد.

از فیلم‌ها یا برنامه‌های تلویزیونی که وی در آن نقش داشته‌است، می‌توان به دکتر ژیواگو، جلسه احضار ارواح در یک بعدازظهر بارانی، اتاق ال شکل، تلفات، لندن به من تعلق دارد، عیسی ناصری، دکتر هو، خیابان کورونیشن و پوآرو اشاره کرد.